# Natri metavanadat
Natri metavanadat là một hợp chất có công thức NaVO3. Hợp chất ở thể rắn, màu vàng, tan được trong nước. Việc sử dụng nó được hạn chế trong tính hút ẩm của nó. Dạng thiên nhiên gồm 2 khoáng vật: metamunirit (khan) và munirit (ngậm 2 nước). Cả hai khoáng vật đều rất hiếm, metamunirit chỉ được biết từ việc hình thành sa thạch chứa urani và vanadi ở vùng trung tây nước Mỹ, còn munirite ở Pakistan và Nam Phi.